# Церква Пресвятої Трійці (Чернихівці)
Церква Пресвятої Трійці в Чернихівцях — парафія і храм греко-католицької громади Збаразького деканату Тернопільсько-Зборівської архієпархії Української греко-католицької церкви в селі Чернихівці Тернопільського району Тернопільської области.

## Історія церкви
Мурований храм Пресвятої Трійці звели греко-католики в 1768 році. Розпис храму в стилі Володимирського собору в Києві виконав маляр Осип Демчук, який також створив іконостас і захристя.
У 1999—2000 роках храм відреставрували зсередини, а розпис оновив місцевий житель Ігор Джупінас. У 2012 році за пожертви парафіян, підприємців та фермерів було відреставровано дах і купол церкви. Хрести на куполи пожертвувала родина Ратушних.
У 1906 році парафію відвідав митрополит Андрей Шептицький. З 1946 по 1989 рік храм належав до московського православ'я. Наприкінці 1989 року за о. Володимира Письо парафія повернулася в лоно УГКЦ.
Парафія є відпустовим місцем на свято Введення в храм Пресвятої Богородиці (4 грудня), а храмовий празник відзначається на другий день Пресвятої Трійці. Митрополит Василій Семенюк двічі відвідував парафію з візитаціями.
При парафії діють:
- Марійська та Вівтарна дружини.
- Спільнота УМХ.
- Братство Матері Божої Неустанної Помочі.
- Рух «Подружні зустрічі».

На території парафії розташовані сім стародавніх хрестів, а також фігури святої Теклі, святого Миколая та дві фігури Матері Божої. Церква володіє проборством із присадибною ділянкою.

## Парохи
- о. Рейнарович,
- о. Білинський,
- о. М. Січинський,
- о. Василь Курдидик,
- о. В. Винницький,
- о. Йосип Райх,
- о. Василь Стадник,
- о. Євген Мацелюх,
- о. Теодор Богатюк,
- о. Володимир Письо (1989—1998),
- о. Григорій Єднорович (1998—2000),
- о. Михайло Паньків (з 2000).